# Ruan Tressoldi
Ruan Tressoldi Netto (ur. 7 czerwca 1999 w Tramandaí) – brazylijski piłkarz występujący na pozycji obrońcy w brazylijskim klubie Grêmio, którego jest wychowankiem. W trakcie swojej kariery grał także w Sassuolo.